# Verbeeldingskracht
De menselijke verbeeldingskracht of fantasie is het vermogen om mentale beelden, ideeën en/of gevoelens op te roepen, zonder dat men deze zintuiglijk waarneemt.  
Zo kan men zich inleven in situaties of gebeurtenissen of entiteiten bedenken die niet bestaan, die onmogelijk kunnen bestaan of waarvan het bestaan onbewezen is. 
Dat wat wordt voortgebracht door de verbeeldingskracht wordt eveneens 'een fantasie' genoemd. 
Fantasie kan zich uiten in dromen. Zij kan onder meer geprikkeld worden door beelden, geuren en klanken.
Verbeeldingskracht geeft ons de ruimte om het leven te interpreteren en op zoek te gaan naar nieuwe vormen van kijken en denken. De verbeelding is de basis voor inspiratie en nieuwe ideeën en speelt een belangrijke rol in het leervermogen van de mens. Verbeeldingskracht kan op die manier dus worden gezien als de basis van innovatie en ontwikkeling, in tegenstelling tot bovengenoemde vergelijking met een kinderlijke fantasie over onbestaande dingen. De verbeelding kan juist ook slaan op bestaande dingen of afgeleiden daarvan, en maken het mogelijk voor een mens om verder te denken dan wat hem is geleerd of waar hij van overtuigd is.
Verbeelding is ongrijpbaar en kan op verschillende manieren worden ervaren, geïnterpreteerd en gewaardeerd. Verbeeldingskracht kan een verziekende werking hebben wanneer het verwordt tot bijvoorbeeld paranoia of andere psychische klachten. Een gezonde verbeeldingskracht echter geeft aanzet tot creativiteit, initiatieven nemen, relativeringsvermogen, ontwikkeling e.a.